# آی‌بی‌ام ۶۵۰

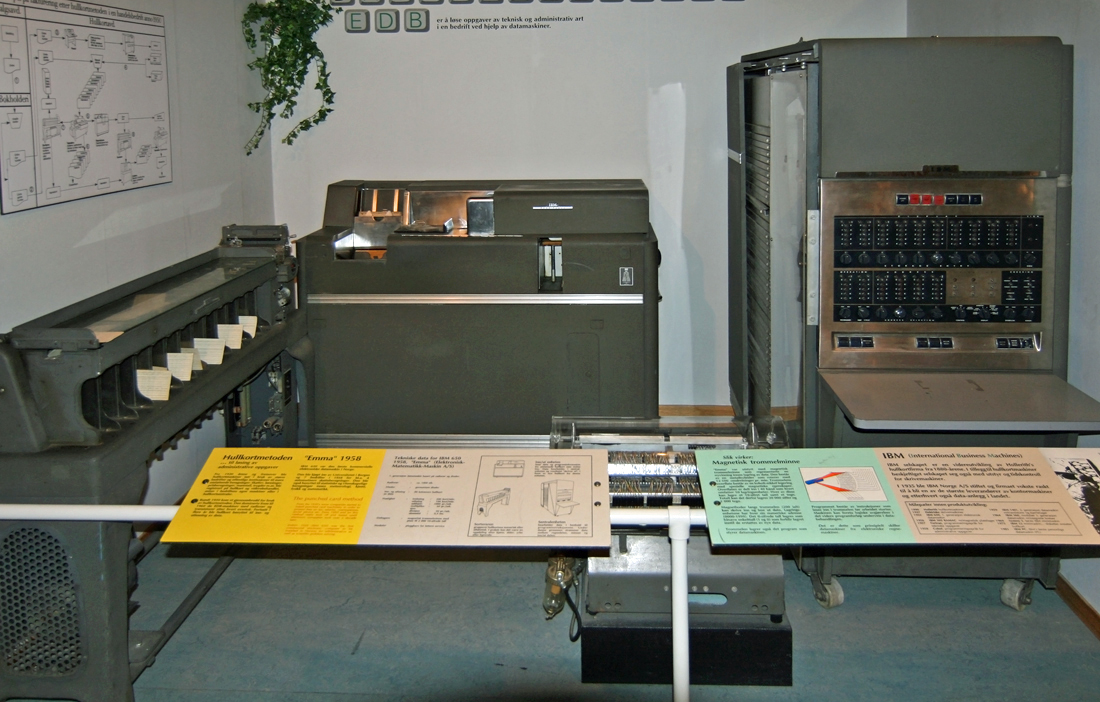
بخشی از اولین رایانهٔ آی‌بی‌ام ۶۵۰ در نروژ (۱۹۵۹) معروف به «اما ۶۵۰» "EMMA". 650" واحد کنسول (سمت راست، یک صفحهٔ جانبی بیرونی آن برداشته شده)، یونیت کارت خوان پانچ ۵۳۳ (وسط، ورودی-خروجی). یونیت ۶۵۵ تغذیه نیرو مفقود است. مرتب کننده کارت پانچ (سمت چپ، که بخشی از ۶۵۰ نیست). هم‌اکنون در موزه علوم و فناوری نروژ در اسلو.

آی‌بی‌ام 650 (انگلیسی: IBM ۶۵۰)، یا دستگاه پردازش داده درام مغناطیسی IBM 650، یکی از رایانه‌های اولیه آی‌بی‌ام است. نخستین دستگاه آن در اواخر سال ۱۹۵۴ نصب شد و برای ۵ سال آینده رایج‌ترین رایانه بود. این رایانه در سال ۱۹۵۳ معرفی شد و در سال ۱۹۵۶ به عنوان آی‌بی‌ام ۶۵۰ راماک؛ (IBM 650 RAMAC)، با افزایش حداکثر چهار واحد ذخیره‌سازی دیسک بهسازی شد. تقریباً ۲۰۰۰ سیستم از آن تولید شد، که آخرین آن‌ها در سال ۱۹۶۲ بوده‌است. پشتیبانی از ۶۵۰ و واحدهای مؤلفه آن در سال ۱۹۶۹ متوقف شد.
آی‌بی‌ام ۶۵۰ یک کامپیوتر اعشاری کدگذاری شده با دو آدرس بود (داده‌ها و آدرس‌ها اعشاری بودند) که دارای حافظه‌ای در طبله مغناطیسی دوار بود. پشتیبانی از کاراکتر با تبدیل واحدهای ورودی / خروجی کارت الفبایی سوراخ شده و رمزگذاری کاراکترهای ویژه به / از کد اعشاری دو رقمی ارائه می‌شده‌است. این ۶۵۰ برای کاربران تجاری، علمی و مهندسی و همچنین کاربران دستگاه‌های کارت پانچ شده که از محاسبه مشت‌ها مانند (IBM 604) که به رایانه ارتقاء یافته بودند، به بازار عرضه شد.: 5  به دلیل هزینهٔ نسبتاً کم و آسانی برنامه‌نویسی، از آی‌بی‌ام ۶۵۰ برای طیف گسترده‌ای از برنامه‌های در حال رشد، از مدل‌سازی عملکرد خدمهٔ زیر دریایی تا تدریس برنامه‌نویسی رایانه به دانش آموزان دبیرستان و دانشجویان ارائه شده بود.